# Héctor Mujica
Héctor Mujica (* 10. April 1927 in Carora/Bundesstaat Lara; † 14. Februar 2002 in Mérida/Bundesstaat Mérida) war ein venezolanischer Politiker, Journalist, Schriftsteller und Hochschullehrer.

## Leben
Mujica trat bereits 1944 der Unión Popular Venezolana, einer Gruppierung der Partido Comunista de Venezuela (PCV) bei und sammelte in dieser Zeit auch erste Erfahrungen im Journalismus. Von 1946 bis 1951 studierte er Philosophie und Literaturwissenschaft an der Universidad Central de Venezuela. Während dieser Zeit studierte er 1948–49 als Stipendiat des Centro Cultural Venezolano-Francés Psychologie und Psychopathologie an der Universität von Paris und am Centre Hospitalier Sainte-Anne.
In Venezuela schloss er sich der literarischen Gruppe Contrapunto unter der Leitung von Andrés Mariño Palacios an. Wegen seiner Opposition gegen das Regime von Marcos Pérez Jiménez war er mehrfach in Haft und emigrierte nach einer Haft im Cárcel Modelo de Caracas 1955 nach Chile. Dort absolvierte er ein Journalismusstudium an der Universidad de Chile und schrieb für die Zeitschrift El Siglo, ein Sprachrohr der chilenischen Kommunisten, unter dem Pseudonym Joaquín Jiménez eine wöchentliche Kolumne. Außerdem publizierte er in den Zeitschriften Las Noticias de Última Hora und der von Pablo Neruda geleiteten Gaceta de Chile.
Nach einer Rückkehr nach Venezuela wurde er Professor an der Journalistenschule der Universidad Central de Venezuela und leitete diese bis 1964. Von 1959 bis 1964 war er Abgeordneter der PCV im venezolanischen Nationalkongress, von 1969 bis 1974 Abgeordneter der Unión Para Avanzar. Von 1964 bis 1966 lebte und arbeitete er in Europa, danach war er Präsident der Asociación Venezolana de Periodistas. Von 1969 bis 1970 leitete er erneut die Journalistenschule der Universidad Central de Venezuela. Bei der Gründung des Colegio Nacional de Periodistas 1976 wurde er zu dessen erstem Vorstand bis 1978 gewählt.

## Auszeichnungen
Ausgezeichnet wurde Mujica u. a. mit dem Premio Internacional de la Organización Internacional de Periodistas (1962), dem Premio Nacional de Periodismo en Docencia e Investigación (1969) und dem Premio Conac de Narrativa (1981).

## Werke
- El pez dormido (1947)
- Las tres ventanas (1953)
- Cuento de todos los diablos (1958)
- La noche de los ayamanes (1958)
- Chile desde adentro y Venezuela desde afuera (1958)
- La historia de una silla (Antonio Leocadio Guzmán) (1958)
- La ballena roja (1961)
- Cuentos de lucha (1965)
- El imperio de la noticia (1967)
- Los tres testimonios y otros cuentos (1967)
- Los cuadernos del anticipo (1973)
- Escrituras para un libro de buen amor (1976)
- Sociología de la comunicación (1980)
- Cuentos de todos los diablos (1981)
- La noche de los ayamanes (1988)